# Ліхар
Ліхар (ісп. Líjar) — муніципалітет в Іспанії, у складі автономної спільноти Андалусія, у провінції Альмерія. Населення — 514 осіб (2010).
Муніципалітет розташований на відстані близько 370 км на південь від Мадрида, 55 км на північний схід від Альмерії.

## Демографія
Динаміка населення (INE ):